# Brothers (phim 2015)
Brothers (tên quốc tế: Brothers: Blood Against Blood) là một phim điện ảnh chính kịch thể thao của Ấn Độ năm 2015 lấy cảm hứng từ môn thể thao Mixed Martial Arts. Phim do Karan Malhotra đạo diễn và ba hãng phim Dharma Productions, Lionsgate Films và Endemol India giữ vai trò sản xuất. Đây là một tác phẩm làm lại từ phim điện ảnh Chiến binh của Hollywood ra mắt năm 2011. Brothers có sự tham gia diễn xuất của Akshay Kumar, Sidharth Malhotra, Jacqueline Fernandez, Jackie Shroff và Shefali Shah. Áp phích đầu tiên của phim được ra mắt vào ngày 9 tháng 3 năm 2015 và phim được công chiếu vào ngày 14 tháng 8 năm 2015 vào tuần lễ Quốc khánh của Ấn Độ.

## Nội dung
David Fernandes là một giáo viên dạy môn Vật lí. Con của anh không may đang cần một khoản tiền lớn để chữa trị bệnh, với đồng lương ít ỏi của nghề giáo viên, anh quyết định nghỉ việc và dấn thân vào nghề đấm bốc. Anh tham gia một cuộc thi đấm bốc với việc giành giải nhất để có tiền trị bệnh cho con gái của mình. Nhưng éo le thay, đối thủ mà anh phải vượt qua để giành giải nhất trong cuộc thi đấm bốc lại chính là anh em ruột của anh, Garson Fernandes.

## Diễn viên
- Akshay Kumar vai David Fernandes
  - Meghan Jadhav vai David Fernandes thiếu niên
- Sidharth Malhotra vai Monty Fernandes
  - Prateik Bhanushali vai Monty thiếu niên
- Jacqueline Fernandez vai Jenny Fernandes
- Jackie Shroff vai Garson "Gary" Fernandes
- Shefali Shah vai Maria Fernandes
- Ashutosh Rana vai Suleiman Pasha
- Kareena Kapoor vai khách mời trong bài hát "Mera Naam Mary Hai"
- Kiran Kumar vai Peter Braganza
- Kulbhushan Kharbanda vai Shobhit Desai
- Raj Zutshi vai Baaz Raut
- Kavi Shastri vai Sachin Nehra
- Ashok Lokhande vai bạn thân của Gary và huấn luyện viên của Monty
- Harssh A. Singh vai Santosh Desai, News Anchor
- Naisha Khanna vai Poopoo
- Zubin Vicky Driver vai Swami
- Abbas Hyder vai Suleman
- Honey Sharma vai Mustafa
- Ramneeka Dhillon Lobo vai Suzan

## Sản xuất

### Phát triển
Nhà sản xuất Karan Johar công bố dự án phim trên trang Twitter của mình vào cuối tháng 8 năm 2014. Hai điều phối viên đặc biệt là Eric Brown và Justin Yu từ Los Angeles chịu trách nhiệm biên đạo cho cách cảnh quay sử dụng động tác MMA trong phim.
Để chuẩn bị cho vai diễn võ sĩ MMA, Kumar đã phải thực hiện chế độ ăn kiêng đặc biệt. Anh đã trải qua sáu tháng tập luyện nhiều bộ môn võ thuật khác nhau như including judo, kyudo, aikido và karate Nam diễn viên Sidharth Malhotra cũng trải qua các khóa luyện tập jujitsu và aikido và đã tăng 10 kg để thực hiện vai diễn.

### Quảng bá
Vroovy, một liên doanh giữa hai công ty Hungama và Gameshastra đã phát hành một video game đồ họa 3D mang tên Brothers: Clash of Fighters cho các thiết bị di động Android.

## Nhạc phim
Album nhạc phim được thực hiện bởi Ajay-Atul với phần lời nhạc được sáng tác bởi Amitabh Bhattacharya. Nhà phê bình Joginder Tuteja từ Bollywood Hungama đã cho album 3 trên 5 sao với lời nhận xét, "Âm nhạc trong Brothers chưa thể hiện hết mức so với dự đoán ban đầu là nó sẽ càn quét các bảng xếp hạng." Kasmin Fernandes từ The Times of India cũng cho album 3 trên 5 sao với nhiều nhận xét hỗn tạp.
| STT              | Nhan đề                      | Singers                 | Thời lượng |
| ---------------- | ---------------------------- | ----------------------- | ---------- |
| 1.               | "Brothers Anthem"            | Vishal Dadlani          | 05:53      |
| 2.               | "Gaaye Jaa (Female Version)" | Shreya Ghoshal          | 05:42      |
| 3.               | "Sapna Jahan"                | Sonu Nigam, Neeti Mohan | 05:41      |
| 4.               | "Mera Naam Mary"             | Chinmayi Sripada        | 05:11      |
| 5.               | "Gaaye Jaa (Male Version)"   | Mohammed Irfan          | 05:29      |
| Tổng thời lượng: | Tổng thời lượng:             | Tổng thời lượng:        | 32:45      |

## Tiếp nhận

### Doanh thu phòng vé
Brothers thu về 52,08 chục triệu INR trong dịp cuối tuần ra mắt tại Ấn Độ và 2,4 triệu USD ngoại địa.

### Đánh giá chuyên môn
Fernandez nhận được nhiều lời khen ngợi cho vai diễn của cô và được coi là vai diễn tốt nhất trong sự nghiệp của cô. Nhà phân tích thương mại Komal Nahta cho rằng, "Nhìn tổng thể, Brothers, một bộ phim về mixed martial arts, có thể tạo ra nhiều ý kiến trái chiều [...] Phim sẽ thể hiện tốt tại các phòng chiếu đơn và đa màn hình." Subhash K. Jha từ skjbollywoodnews phát biểu "Chắc chắn là một trong những thành tựu huy hoàng nhất của Akshay Kumar" và cho phim 4 trên 5 sao.